# Antonio Riberi
Antonio Riberi (Montecarlo, 15 de junio de 1897-Roma, 16 de diciembre de 1967) fue un cardenal de la Iglesia católica. Fue el quinto nuncio apostólico en Irlanda y más tarde  nuncio en España desde 1962 hasta su muerte. Fue elevado a cardenal en 1967.

## Biografía
Nacido en Montecarlo, Riberi estudió en el seminario en Cuneo (Italia), y en la Pontificia Universidad Gregoriana y Pontificia Academia Eclesiástica en Roma, donde se ordenó al sacerdocio el 29 de junio de 1922. Estudió hasta 1925 en el Instituto de Ciencias Sociales en Bérgamo. De 1925 a 1930, Riberi sirvió al secretario de la nunciatura boliviana. Recibió el rango de monseñor el 1 de mayo de 1925, y posteriormente se le encomendó la nunciatura de Irlanda en 1930.
El 13 de agosto de 1934, Riberi fue nombrado  arzobispo titular de Dara. Recibió su  consagración episcopal el siguiente 28 octubre de Pietro Fumasoni y los arzobispos Giuseppe Pizzardo y Carlo Salotti. Riberi fue nombrado más tarde delegado apostólico de las Misiones africanas dependientes de la Congregación Sagrada para la Propagación de la Fe el 4 de noviembre de aquel año mismo. Durante este tiempo, residió en Mombasa, Kenia. De 1939 a 1946, encabezó el servicio de asistencia del Vaticano para los prisioneros de guerra durante la Segunda Guerra Mundial.
Nombrado nuncio en China el 6 de julio de 1946, fue expulsado posteriormente por el régimen comunista acusado de espionaje. Devendrá nuncio en Irlanda el 19 de febrero de 1959, y en España el 28 de abril de 1962. Participó en el Concilio Vaticano II (1962-1965).
Finalmente fue nombrado cardenal presbítero pro illa vice de San Jerónimo de la Caridad por el Papa Pablo VI el 26 de junio de 1967. Meses más tarde murió en Roma, a los setenta años de edad. El cardenal Antonio Riberi fue enterrado en la tumba de su familia en la iglesia de San Antonio de Padua en Limone Piemonte.

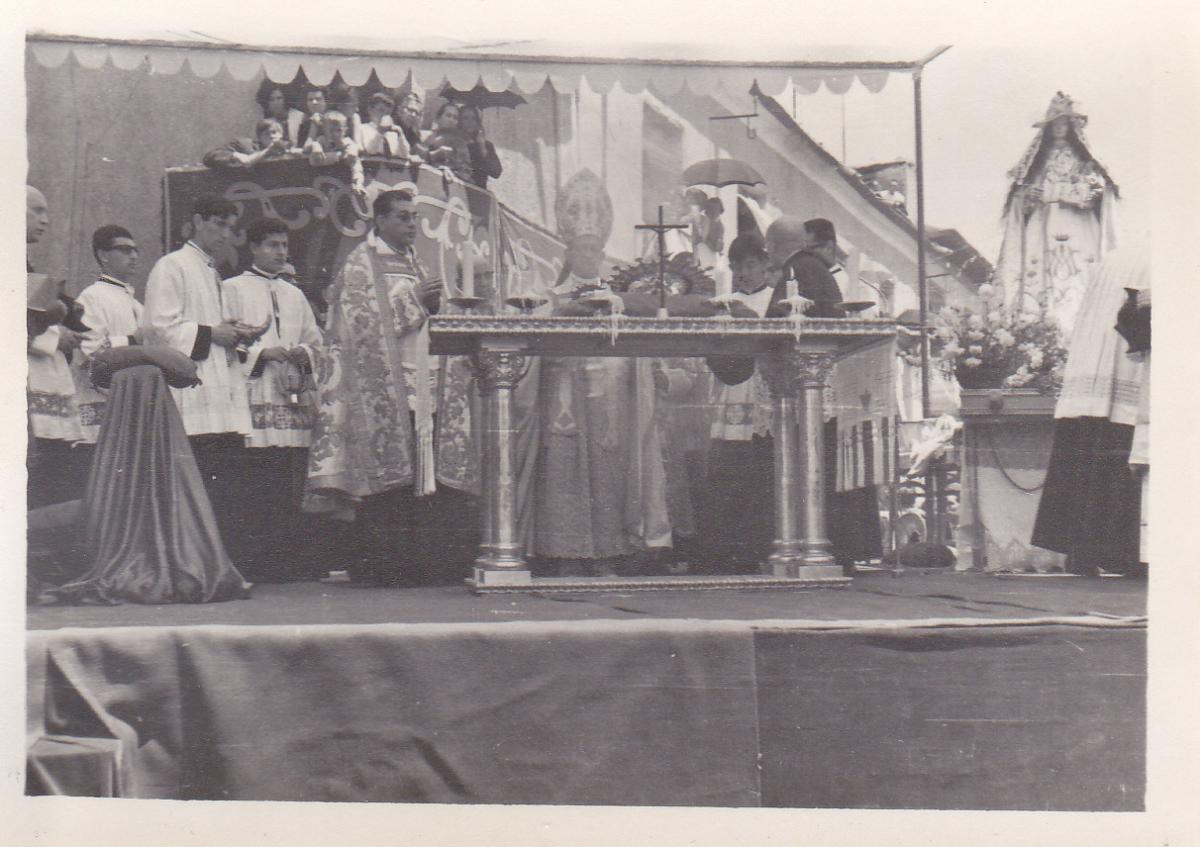
El Nuncio de su Santidad el Papa, Monseñor Antonio Riberi, celebra la Solemne Eucaristía Pontificia de la Coronación Canónica de la Santísima Virgen del Monte, en la Plaza de España de Bolaños de Calatrava (Ciudad Real) el 22 de mayo de 1966